# Histoires magiques de l'histoire de France
 (août 2018).
Si vous disposez d'ouvrages ou d'articles de référence ou si vous connaissez des sites web de qualité traitant du thème abordé ici, merci de compléter l'article en donnant les références utiles à sa vérifiabilité et en les liant à la section « Notes et références ».

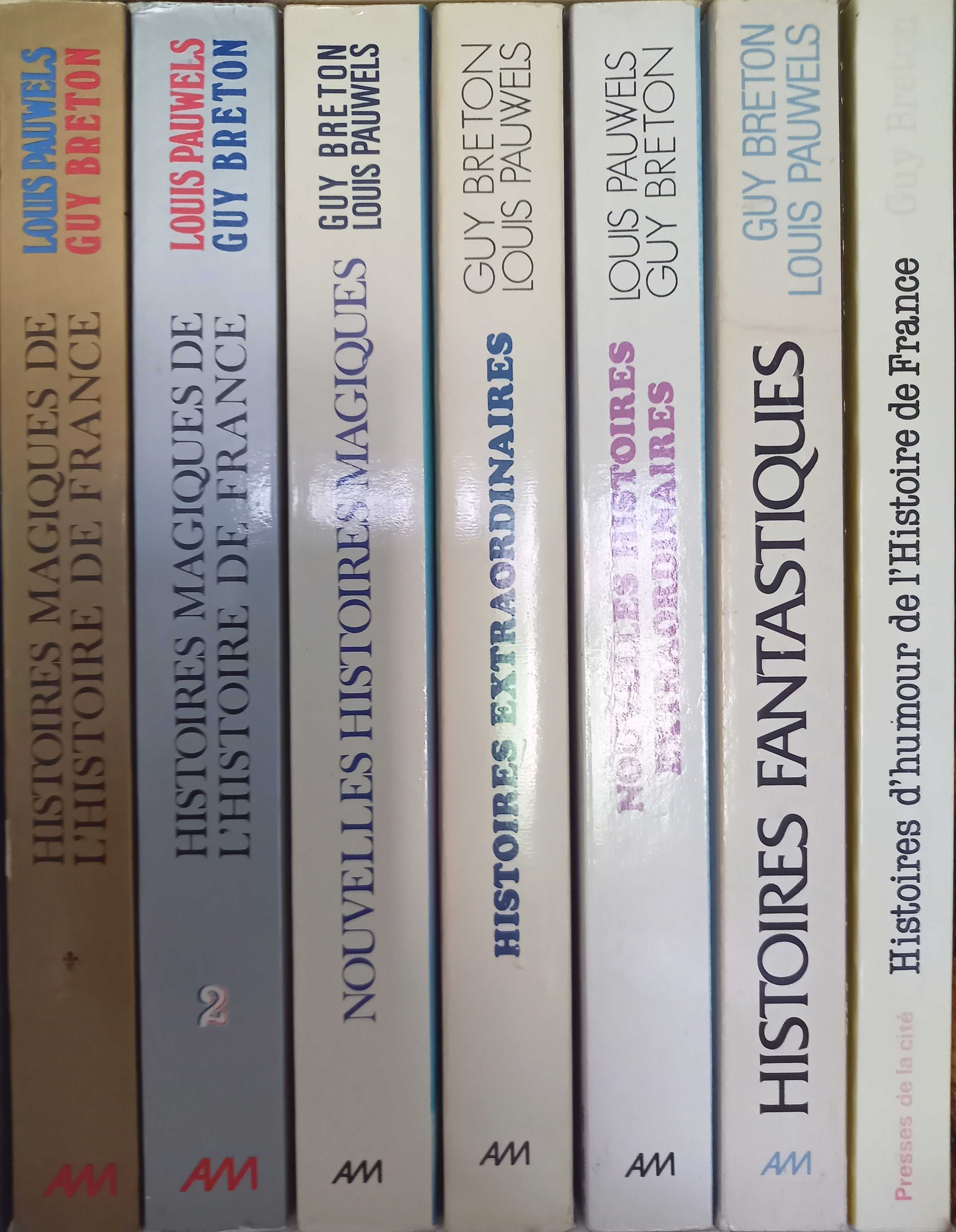
EO des livres des Histoires de France de Louis Pauwels et de Guy Breton (chez Albin Michel).

Histoires Magiques de l'Histoire de France est une émission quotidienne radiodiffusée en semaine sur France Inter entre octobre 1976 et juin 1977, dans le cadre du magazine « Le Temps de Vivre » animé l'après-midi par Jacques Pradel. 
L'émission était présentée (souvent en alternance) par Guy Breton et Louis Pauwels et proposait des récits liés au surnaturel, au paranormal, aux rites ou aux croyances, résultat des recherches des deux auteurs tirées de documents ou de publications historiques. Dès mai 1977 cette émission a donné lieu à la publication de plusieurs ouvrages transcrivant la plupart des récits radiodiffusés.

## Format
Un récit était proposé chaque jour de la semaine et était suivi d'une discussion du narrateur avec l'animateur Jacques Pradel (qui jouait « l'incrédule »). La durée de chaque histoire y compris la discussion (hors habillage musical ou autre) était d'une vingtaine de minutes. Le tableau ci-dessous est tiré des archives disponibles à l'Inathèque, dépositaire légal du programme. Ces archives se composent de trente-sept unités (ci-dessous « N° ») identifiées par leur date d'enregistrement, chacune comprenant de trois à six enregistrements (généralement cinq). Le tableau reprend les archives dans leur ordre chronologique. La date de diffusion de chaque émission sur France Inter ne semble pas avoir été conservée, toutefois des indications au cours du commentaire permettent de reconstituer cette date pour quelques-unes de ces émissions.
| N° | Narrateur                   | Thème/Titre                                                                                                | Observations                                                                                                 |
| -- | --------------------------- | --- | --- |
| 1  | Louis Pauwels               | L'envoûtement de Blaise Pascal                                                                             | Émission du 4 octobre 1976                                                                                   |
| 1  | Guy Breton                  | Nostradamus, prophète et voyant                                                                            | |
| 1  | Louis Pauwels               | Voyance chez le duc d'Orléans                                                                              | |
| 1  | Guy Breton                  | Le comte de Saint-Germain et Maître Dumas                                                                  | |
| 1  | Louis Pauwels               | Le procès de la Voisin                                                                                     | |
| 1  | Guy Breton                  | La prophétie de Cazotte                                                                                    | |
| 2  | Louis Pauwels               | Le bon roi et le brave laboureur                                                                           | |
| 2  | Guy Breton                  | Daniel Dunglas Home                                                                                        | |
| 2  | Louis Pauwels               | Les illuminés de Bavière                                                                                   | |
| 2  | Guy Breton                  | Mademoiselle Couedon, la voyante de la rue Paradis                                                         | |
| 2  | Louis Pauwels               | Les convulsionnaires de Saint Médard                                                                       | |
| 2  | Guy Breton                  | Le fantôme de Valmy                                                                                        | |
| 3  | Louis Pauwels               | Le monde de Bussy-Rabutin                                                                                  | |
| 3  | Guy Breton                  | Nostradamus prophétise la tragique fin de Henri III                                                        | |
| 3  | Louis Pauwels               | Mademoiselle Lenormand, la voyante préférée de Napoléon 1er                                                | |
| 3  | Guy Breton                  | Le visionnaire de Salon                                                                                    | |
| 3  | Louis Pauwels               | Gloire et effondrement du docteur Messmer                                                                  | |
| 3  | Guy Breton                  | La prophétie du fantôme de Frédéric de Prusse                                                              | |
| 4  | Louis Pauwels               | Maître Philippe, thaumaturge du Tsar                                                                       | |
| 4  | Guy Breton                  | La sainte ampoule                                                                                          | |
| 4  | Louis Pauwels               | Victor Hugo et les tables parlantes de Jersey                                                              | |
| 4  | Guy Breton                  | Casanova et Madame d'Urfé                                                                                  | |
| 4  | Louis Pauwels               | Robespierre et la mère de Dieu                                                                             | |
| 4  | Guy Breton                  | Charlemagne et l'anneau magique                                                                            | |
| 5  | Louis Pauwels               | La fille électrique                                                                                        | |
| 5  | Guy Breton                  | Une séance de spiritisme aux Tuileries au second empire                                                    | |
| 5  | Louis Pauwels               | Maupassant et les soucoupes volantes                                                                       | |
| 5  | Guy Breton                  | Le Grand Veneur                                                                                            | |
| 5  | Louis Pauwels               | Napoléon a-t-il existé ?                                                                                   | |
| 5  | Guy Breton                  | Le fantôme du marquis de Pisani                                                                            | |
| 6  | Louis Pauwels               | Le véritable abbé Faria                                                                                    | |
| 6  | Guy Breton                  | La bête du Gévaudan                                                                                        | |
| 6  | Louis Pauwels               | Léo Taxil, le diable franc-maçon                                                                           | |
| 6  | Guy Breton                  | Le mystère des cloches de Pâques                                                                           | |
| 6  | Louis Pauwels               | Le diable dans Arras                                                                                       | |
| 7  | Guy Breton                  | Philippe Auguste eut-il l'aiguillette nouée ?                                                              | |
| 7  | Louis Pauwels               | L'homme-femme de Versailles                                                                                | |
| 7  | Guy Breton                  | Mademoiselle Clairon poursuivie par un amoureux défunt                                                     | |
| 7  | Louis Pauwels               | L'amour fou du positiviste                                                                                 | |
| 7  | Guy Breton                  | Trois songes à l'origine d'une philosophie                                                                 | |
| 8  | Louis Pauwels               | Le curé Bonjour, ou la crucifixion d’Étiennette                                                            | |
| 8  | Guy Breton                  | La femme-loup d'Apchon                                                                                     | |
| 8  | Louis Pauwels               | Rosette Tamisier, ou le tableau qui saigne                                                                 | |
| 8  | Guy Breton                  | L'origine magique des superstitions (I)                                                                    | |
| 8  | Louis Pauwels               | L'effroyable messe de Charles IX                                                                           | |
| 8  | Guy Breton                  | Nicolas Flamel                                                                                             | |
| 9  | Louis Pauwels               | Le grand inquisiteur de Lorraine, Nicolas Rémy                                                             | |
| 9  | Guy Breton                  | La prophétie de Saint Malachie                                                                             | |
| 9  | Louis Pauwels               | L'assassinat de l’archevêque de Paris                                                                      | |
| 9  | Guy Breton                  | L'étrange aventure de Victor Hugo devenu dieu au Vietnam                                                   | |
| 9  | Louis Pauwels               | Le maréchal Ney a-t-il été fusillé ?                                                                       | |
| 9  | Guy Breton                  | Le roi de Patagonie                                                                                        | |
| 10 | Louis Pauwels               | Les possédés de Morzine                                                                                    | |
| 10 | Guy Breton                  | André Malraux et la voyante                                                                                | |
| 10 | Louis Pauwels               | Eusapia Palladino, le plus grand des médiums                                                               | |
| 10 | Louis Pauwels               | Mystérieux objets dans le ciel d'autrefois                                                                 | |
| 10 | Guy Breton                  | L'origine magique des tarots et jeux de société                                                            | |
| 11 | Louis Pauwels               | Un chien cabalistique                                                                                      | |
| 11 | Guy Breton                  | L'origine magique des coutumes de Noël                                                                     | |
| 11 | Guy Breton                  | Henri III fut-il ensorcelé ?                                                                               | |
| 11 | Louis Pauwels               | Un ministre des finances alchimiste                                                                        | |
| 12 | Guy Breton                  | L'extraordinaire vision de Catherine de Médicis                                                            | |
| 12 | Louis Pauwels               | L'aviatrice Adrienne Balland sauvée par le médium                                                          | |
| 12 | Guy Breton                  | L'origine magique des coutumes du Nouvel An                                                                | |
| 12 | Louis Pauwels               | Les ensorcelés de Merlebach                                                                                | |
| 12 | Guy Breton                  | La guérison des écrouelles                                                                                 | |
| 13 | Louis Pauwels               | Allan Kardec                                                                                               | |
| 13 | Guy Breton                  | L'origine magique de la fête des rois                                                                      | |
| 13 | Louis Pauwels               | L'étrange Louis Michel et ses voyages oniriques                                                            | |
| 13 | Louis Pauwels               | Procès d'animaux                                                                                           | |
| 13 | Guy Breton                  | La fin mystérieuse de Charles d'Amboise                                                                    | |
| 14 | Louis Pauwels               | Robespierre ou la religion qui dura un jour                                                                | |
| 14 | Guy Breton                  | Un voyage en OVNI au IXe siècle                                                                            | |
| 14 | Louis Pauwels               | Les banquiers du diable                                                                                    | |
| 14 | Guy Breton                  | L'origine magique de la chanson « Sur le pont du Nord »                                                    | |
| 14 | Louis Pauwels               | La malédiction du docteur G                                                                                | |
| 15 | Guy Breton                  | L'étrange nuit du 5 septembre 1914                                                                         | |
| 15 | Louis Pauwels               | Un village socialo-spirite                                                                                 | |
| 15 | Guy Breton                  | Une reine de France meurt, envoûtée par un évêque                                                          | |
| 15 | Louis Pauwels               | Le voyant de Staline                                                                                       | |
| 15 | Guy Breton                  | L'étrange concert                                                                                          | |
| 16 | Louis Pauwels               | Le procès de Gilles de Rais ou le mystère du pardon                                                        | |
| 16 | Guy Breton                  | Les manifestations de Jean Quélavoine                                                                      | |
| 16 | Louis Pauwels               | Les quatre sergents bons cousins de la Rochelle                                                            | |
| 16 | Guy Breton                  | Un village féerique                                                                                        | |
| 16 | Louis Pauwels               | Le photographe des esprits                                                                                 | |
| 17 | Guy Breton                  | L'origine magique de la chandeleur                                                                         | Émission du 2 février 1977                                                                                   |
| 17 | Louis Pauwels               | Le lévrier de Jeanne de Bretagne                                                                           | |
| 17 | Guy Breton                  | Le fantôme de Terre-Neuve                                                                                  | |
| 17 | Louis Pauwels               | Le diable devenu recteur                                                                                   | |
| 17 | Guy Breton                  | Un régiment disparaît dans un nuage                                                                        | |
| 18 | Louis Pauwels               | Croyez-vous aux sirènes ?                                                                                  | |
| 18 | Guy Breton                  | Saint-Joseph de Copertino                                                                                  | |
| 18 | Louis Pauwels               | Corps incorruptibles (I)                                                                                   | |
| 18 | Guy Breton                  | Un soldat mort au Mexique apparaît dans un salon parisien                                                  | |
| 18 | Louis Pauwels               | Une exécution capitale                                                                                     | |
| 19 | Guy Breton                  | Les saints venaient de la mer                                                                              | |
| 19 | Louis Pauwels               | Le procès des enfants                                                                                      | |
| 19 | Louis Pauwels               | La voyante de Madame de Pompadour                                                                          | |
| 19 | Guy Breton                  | Les origines des rites du carnaval                                                                         | Émission du 22 février 1977                                                                                  |
| 19 | Louis Pauwels               | La sorcière et Jean Racine                                                                                 | |
| 20 | Louis Pauwels               | La Brinvilliers                                                                                            | |
| 20 | Guy Breton                  | Frédéric II et le fantôme de la bonne du curé                                                              | |
| 20 | Louis Pauwels               | Les alchimistes du sous-sol                                                                                | |
| 20 | Guy Breton                  | Une châtelaine venue de l'au-delà                                                                          | |
| 20 | Louis Pauwels               | Pluies inexpliquées de pierre                                                                              | |
| 20 | Guy Breton                  | La réincarnation existe-t-elle ? (I)                                                                       | |
| 21 | Louis Pauwels               | Le vertige de la marquise de Ganges                                                                        | |
| 21 | Guy Breton                  | Un chevalier venu du passé                                                                                 | |
| 21 | Louis Pauwels               | Gilles de Rais                                                                                             | |
| 21 | Guy Breton                  | Étrange rencontre au presbytère                                                                            | |
| 21 | Louis Pauwels               | Le miracle de Saint Janvier                                                                                | |
| 22 | Guy Breton                  | L'étrange vision de Denis Saurat                                                                           | |
| 22 | Louis Pauwels               | Les fantômes de Victor Hugo                                                                                | |
| 22 | Guy Breton                  | L'impératrice Eugénie et le parfum de violette                                                             | |
| 22 | Louis Pauwels               | Elisabeth de Ranfaing, la sainte possédée                                                                  | |
| 22 | Guy Breton                  | Visions prémonitoires                                                                                      | |
| 23 | Louis Pauwels               | Quand les saints vont en enfer                                                                             | |
| 23 | Guy Breton                  | Charles Dickens dicte de l'au-delà                                                                         | |
| 23 | Louis Pauwels               | Les deux visages de Harry Whitecliffe                                                                      | |
| 23 | Guy Breton                  | Les extraordinaires précognitions de Pascal Forthuny                                                       | Émission du 1er avril 1977                                                                                   |
| 23 | Louis Pauwels               | Des fantômes en 1968 à Munich                                                                              | |
| 24 | Guy Breton                  | L'origine magique des couronnements royaux                                                                 | |
| 24 | Louis Pauwels               | L'énigme de Gaspar Hauser                                                                                  | |
| 24 | Guy Breton                  | La magie des nombres                                                                                       | |
| 24 | Louis Pauwels               | Un horrible académicien                                                                                    | |
| 24 | Louis Pauwels               | Croiset, le Hollandais voyant                                                                              | |
| 25 | Guy Breton                  | Un cercueil dans un magasin                                                                                | |
| 25 | Louis Pauwels               | Le masque de Cavendish                                                                                     | |
| 25 | Guy Breton                  | Origine des œufs de Pâques                                                                                 | Émission du 7 avril 1977                                                                                     |
| 25 | Louis Pauwels               | Une découverte sur Balsamo-Cagliostro                                                                      | |
| 25 | Guy Breton                  | L'alchimiste malgré lui                                                                                    | |
| 26 | Louis Pauwels               | L'abominable histoire du premier prêtre marié                                                              | |
| 26 | Guy Breton                  | Les fantômes de Trianon                                                                                    | |
| 26 | Louis Pauwels               | Un magicien trucidé                                                                                        | |
| 26 | Guy Breton                  | Les enlèvements du ciel                                                                                    | |
| 26 | Louis Pauwels               | Télépathie et évènements du futur                                                                          | |
| 27 | Guy Breton                  | Un professeur en partie double : Émilie Sagée                                                              | |
| 27 | Louis Pauwels               | Le baron de Géramb                                                                                         | |
| 27 | Guy Breton                  | Roland de Jouvenel                                                                                         | |
| 27 | Louis Pauwels               | Augustin Lesage ou le peintre médium                                                                       | |
| 27 | Louis Pauwels               | Guillemette Babin, sorcière du Poitou                                                                      | |
| 28 | Guy Breton                  | Un fantôme à bord                                                                                          | |
| 28 | Louis Pauwels               | Prédictions du futur                                                                                       | |
| 28 | Guy Breton                  | La fabuleuse aventure de Rose-Mary Adrian                                                                  | |
| 28 | Guy Breton                  | L'origine magique des traditions du 1er mai                                                                | |
| 28 | Louis Pauwels               | Corps incorruptibles (II)                                                                                  | |
| 29 | Guy Breton                  | Gustav Meyrink reçut-il un message du roi du monde ?                                                       | |
| 29 | Louis Pauwels               | Le plus étonnant des guérisseurs (I)                                                                       | |
| 29 | Guy Breton                  | L'origine magique du petit chaperon rouge                                                                  | |
| 29 | Louis Pauwels               | L'arbre du marquis de Puységur                                                                             | |
| 29 | Guy Breton                  | Une curieuse vie de saint                                                                                  | |
| 30 | Louis Pauwels               | Le procès de la dernière sorcière                                                                          | |
| 30 | Guy Breton                  | L'origine magique des superstitions (II)                                                                   | |
| 30 | Louis Pauwels               | La troisième oreille                                                                                       | |
| 30 | Guy Breton                  | Trois têtes dans un arbre                                                                                  | |
| 30 | Louis Pauwels               | La Révolution ? Connais pas !                                                                              | |
| 31 | Guy Breton                  | Raspoutine fut-il un mage noir ?                                                                           | |
| 31 | Louis Pauwels               | Trois voyages hors du corps                                                                                | |
| 31 | Guy Breton                  | Le comte de Saint-Germain et Maître Dumas                                                                  | Apparaît également dans l'archive numéro 1 (ci-dessus)                                                       |
| 31 | Louis Pauwels               | Marche sur le feu                                                                                          | |
| 31 | Guy Breton                  | Les fantômes et le Tout Paris                                                                              | |
| 32 | Louis Pauwels               | Le Padre Pio                                                                                               | |
| 32 | Guy Breton                  | Napoléon et le merveilleux                                                                                 | |
| 32 | Louis Pauwels               | Le plus étonnant des guérisseurs (II)                                                                      | |
| 32 | Guy Breton                  | L'étrange vision du juge Bérard                                                                            | |
| 32 | Louis Pauwels               | Du nouveau sur les Romanov                                                                                 | |
| 33 | Guy Breton                  | Des musiques venues du ciel                                                                                | |
| 33 | Louis Pauwels               | Le curé d'Ars                                                                                              | |
| 33 | Guy Breton                  | Daniel Dunglas Home                                                                                        | Apparaît également dans l'archive numéro 2 (ci-dessus) mais la discussion pour cette émission a été enrichie |
| 33 | Louis Pauwels               | La lévitation, un fait réel                                                                                | |
| 33 | Guy Breton                  | Les coïncidences exagérées                                                                                 | |
| 34 | Louis Pauwels               | Quand le zéphyr engrossait les dames                                                                       | |
| 34 | Guy Breton                  | La réincarnation existe-t-elle ? (II)                                                                      | |
| 34 | Louis Pauwels               | Les pensées communicantes                                                                                  | |
| 34 | Guy Breton                  | Les mégalithes, pierres magiques                                                                           | |
| 34 | Louis Pauwels               | Casanova                                                                                                   | |
| 35 | Louis Pauwels               | La Dame Blanche de Baden-Baden                                                                             | |
| 35 | Guy Breton                  | Quelques coups d’œil dans le futur                                                                         | |
| 35 | Louis Pauwels               | L'homme qui échappa à l'histoire                                                                           | |
| 35 | Louis Pauwels               | Les alchimistes de la douleur                                                                              | |
| 35 | Guy Breton                  | Le mystère des êtres qui s'enflamment spontanément                                                         | |
| 36 | Louis Pauwels               | Fakirs et trucages                                                                                         | |
| 36 | Guy Breton                  | Les pas du diable dans le Devonshire                                                                       | |
| 36 | Louis Pauwels               | Cazotte, les dangers de l'écriture                                                                         | |
| 37 | Guy Breton et Louis Pauwels | Dernière émission : évocation de voyants contemporains par Guy Breton, puis bilan de neuf mois d'émission. | |